# Dolni Dabnik
Dolni Dabnik (Bulgaars: Долни Дъбник) is een klein stadje in het noorden van Bulgarije in de  oblast Pleven. Op 31 december 2018 telde het stadje Dolni Dabnik 3.820 inwoners, terwijl de gemeente Dolni Dabnik, waarbij ook de omliggende 6 dorpen bij worden opgeteld, 10.702 inwoners had.

## Naam
De naam "Dolni Dabnik" betekent letterlijk "plaats van de lagere eiken", in tegenstelling tot het naburige dorp Gorni Dabnik ("plaats van de hogere eiken").

## Nederzettingen
De gemeente Dolni Dabnik bestaat uit 7 nederzettingen.
| Plaatsnaam   | Plaatsnaam (Cyrillisch) | Bevolking (31 december 2018) |
| ------------ | ----------------------- | ---------------------------- |
| Dolni Dabnik | Долни Дъбник            | 3.820                        |
| Sadovets     | Садовец                 | 1.640                        |
| Petarnitsa   | Петърница               | 1.446                        |
| Kroesjovitsa | Крушовица               | 1.295                        |
| Gorni Dabnik | Горни Дъбник            | 1.279                        |
| Barkatsj     | Бъркач                  | 780                          |
| Gradina      | Градина                 | 442                          |
| Totaal       |                         | 10.702                       |

## Bevolking
Op 31 december 2018 telde de stad Dolni Dabnik 3.820 inwoners, een afname vergeleken met 4.217 inwoners in 2011 en een halvering vergeleken met 8.156 inwoners in 1965. 
| stad Dolni Dabnik     | 5.322  | 6.162  | 6.794  | 8.156  | 6.936  | 5.884  | 5.582  | 5.229  | 4.217  | 3.820  |
| gemeente Dolni Dabnik | 22.726 | 24.413 | 24.000 | 24.555 | 21.653 | 18.634 | 17.377 | 15.701 | 11.670 | 10.702 |

#### Bevolkingssamenstelling
De grootste bevolkingsgroep vormen de etnische Bulgaren. In de stad Dolni Dabnik vormen Bulgaren 89% van de bevolking, terwijl ze in de gemeente Dolni Dabnik circa 84% vormen. De grootste minderheden vormen Bulgaarse Turken en  Roma. De laatste groep leeft vooral in de dorpen Barkatsj (39%) en Petarnitsa (25%). 
| Plaats       | Bulgaren | Turken | Roma  | Overig |
| ------------ | -------- | ------ | ----- | ------ |
| Dolni Dabnik | 88,7%    | 3,5%   | 7,2%  | 0,6%   |
| Sadovets     | 85,7%    | 6,7%   | 6,5%  | 1,1%   |
| Petarnitsa   | 70,8%    | 3,9%   | 24,8% | 0,5%   |
| Kroesjovitsa | 82,2%    | 13,9%  | 0,4%  | 3,5%   |
| Gorni Dabnik | 91,0%    | 4,3%   | 3,8%  | 0,9%   |
| Barkatsj     | 53,9%    | 6,5%   | 38,6% | 1,0%   |
| Gradina      | 94,3%    | 2,4%   | -     | 3,3%   |
| Totaal       | 84,0%    | 5,6%   | 8,2%  | 2,2%   |

#### Religie
Het christendom is de grootste religie in de regio. Volgens de optionele volkstelling van 2011 is 74,8% van de bevolking lid van de Bulgaars-Orthodoxe Kerk; 12,7% is niet-religieus; 6,2% heeft liever geen antwoord willen geven; 4,2% is islamitisch; 0,6% is protestants en 0,5% is  katholiek.

## Economie
Oliewinning en aardolieraffinage zijn de belangrijkste industrieën in de stad. Het grote bedrijf Plama Pleven, die in 1998 failliet werd verklaard, ligt op 6 kilometer afstand van deze stad. Door de slechte ontwikkeling van de industriële sector in de afgelopen jaren, is de landbouw voor steeds meer mensen een belangrijke bron voor het levensonderhoud geworden.